# Erzgrauer Uferläufer
Der Erzgraue Uferläufer (Elaphrus aureus) ist ein Käfer aus der Familie der Laufkäfer. Die Gattung Elaphrus ist in Europa mit vier Untergattungen und zwölf Arten vertreten. Elaphrus aureus wird zur Untergattung Elaphroterus gerechnet.
Die Art wird in der Roten Liste gefährdeter Tiere Deutschlands, in Baden-Württemberg, in Bayern, in Nordrhein-Westfalen, und  in Rheinland-Pfalz in der Kategorie 2 (stark gefährdet) geführt. In der roten Liste der Laufkäfer des Landes Brandenburg wird der Käfer in die Kategorie R (extrem selten) eingestuft. In Hessen wird die Art als vom Aussterben bedroht und extrem selten bewertet.

## Bemerkungen zum Namen
Der Käfer wurde 1821 von Ph. W. J. Müller (auch P. Muller) unter dem wissenschaftlichen Namen Elaphrus aureus beschrieben. Die lateinische Beschreibung beginnt mit der Angabe der Farbe aeneo – subaureus (lat. bronzefarben bis fast golden), wodurch sich der Artname aureus (lat. golden) erklärt. In der nachfolgenden Beschreibung auf Deutsch wird die Farbe der Oberseite durch Müller als eine, etwas ins gelblich ziehende, kupferrötliche oder bräunliche Erzfarbe charakterisiert. Dies erklärt den deutschen Namensteil Erzgrauer. Bei dem leichten Widerspruch von golden und erzgrau ist zu bedenken, dass die Tiere mit dem Alter nachdunkeln.
Der Gattungsname Elaphrus (von altgr. ελαφρός elaphrós, flink) geht auf Fabricius zurück. Der Name der Untergattung Elaphroterus leitet sich vom altgr. Komparativ ελαφρότερος elaphróteros, flinker ab. Die Fortbewegung von Elaphrus aureus ist über kurze Distanzen besonders schnell. Die Flinkheit erklärt den deutschen Gattungsnamen Raschkäfer. Synonym zum Gattungsnamen Raschkäfer ist der Name Uferläufer gebräuchlich. Er bezieht sich darauf, dass diese Laufkäfer an den Ufern von Flüssen und Bächen gefunden werden.
Der bei Reitter als Art aufgeführte Elaphrus smaragdinus ist lediglich eine Farbvariante von Elaphrus aureus.

## Merkmale des Käfers
| | |   |
| Abb. 1: von der Seite, unten, und vorn gesehen | |   |
| | |   |
| Abb. 2: Ausschnitt der Flügeldecke mit Augenflecken (rund) und Spiegelflecken (rechteckig) waagrecht: Flügeldeckennaht                                                             | Abb. 3: Kopf von unten, rechts teil- weise koloriert: gelb: Kinn; rot: Lip- pentaster grün: innerer Kiefertaster blau: äußerer Kiefertaster |   |
| \| \| \| \| \| A \| B \| C \| | |   |
| Abb. 4 A: Oberkiefer von unten; B: Borsten am Trochanter des 1. (oben) und 2. (unten) Beinpaars rot nachgezogen; C: Borste im Hinterwinkel des Halsschilds (links entspricht vorn) | |   |
| | |   |
| A | B | C |

Der Käfer ist mit einer Länge von fünf bis sieben Millimeter durchschnittlich noch etwas kleiner und schmaler als Elaphrus riparius und damit die kleinste mitteleuropäische Art der Gattung. Der Grundton der Farbe ist kupfrig mit gelblichem Einschlag. Die violette Färbung in den Augenflecken ist wenig ausgebreitet und nur unscharf begrenzt. Die grün irisierenden Stellen an den Knien und Tarsen, Wangen und Fühlern sind silbrig grün. Der größte Teil der Schienen ist durchscheinend bräunlich. Insgesamt wirkt der Käfer bunter als die übrigen Arten der Gattung.
Der Kopf trägt seitlich auffallend große, vorstehende Augen. Hinter diesen ist er eingeschnürt und erweitert sich dann wieder auf die Breite der Halsschildvorderseite. Die fadenförmigen Fühler sind elfgliedrig und für Laufkäfer relativ kurz. Die vorn leicht konvexe Oberlippe zeigt parallel zum Vorderrand eine Reihe borstentragender Punkte. Die breiten Oberkiefer sind leicht asymmetrisch, aber grundsätzlich gleich gebaut. Sie sind etwa 1,5-mal so lang wie breit und am Ende um etwa achtzig Grad nach innen gekrümmt scharf zugespitzt. An der Innenseite tragen sie an der Basis der Schneide einen sogenannten Terebralzahn, darunter sowie weiter innen liegen mehrere stumpfe zahnartige Erhebungen zum Zermahlen der Nahrung. Außerdem ist eine „Bürste“ aus einer Reihe sehr kurzer Borsten erkennbar (in Abb. 4A linker Oberkiefer von unten). Wie bei Laufkäfern üblich, ist die Außenlade des Unterkiefers zu einem zweiten Kiefertaster ausgebildet. Er ist zweigliedrig (in Abb. 5 rechts grün getönt). Der äußere Kiefertaster (in Abb. 3 rechts blau getönt) ist viergliedrig. Die langen Lippentaster (in Abb. 3 rechts rot getönt) sind dreigliedrig. Das Endglied der Kiefertaster ist walzen- bis spindelförmig, beim äußeren Kiefertaster abgestutzt, das Endglied des Lippentasters ist lang, etwas zusammengedrückt und endet schräg abgestutzt. Das Kinn (in Abb. 3 rechts gelb getönt) ist dreizähnig, der mittlere Zahn ist gespalten.
Der Halsschild ist an den Seiten deutlich konvex. Der Seitenrand ist, besonders zur Basis hin, gewulstet. Der Halsschild ist etwas gedrungener als bei Elaphrus ullrichi. Im kaum gerandeten Hinterwinkel des Halsschilds entspringt eine Borste (Abb. 4C), die bei  Elaphrus ullrichi fehlt.
Die Flügeldecken schließen mit gleicher Breite an die Basis des Halsschildes an, verbreitern sich dann jedoch auf doppelte Breite der Halsschildbasis zu ausgeprägten Schultern. Im Standardwerk Freude-Harde-Lohse (siehe Literaturangabe) werden sie als „haselnussförmig“ bezeichnet. Jede Flügeldecke trägt vier Reihen von sogenannten Augenpunkten, die mit drei Reihen von glatten Spiegelflecken durchsetzt sind (Abb. 2). Die kreisrunden Augenflecke unterscheiden sich beim Erzgrauen Uferläufer im Niveau nicht wesentlich von ihrer Umgebung und sind nicht von einem Wall umgeben wie bei Elaphrus uliginosus und Elaphrus cupreus. In ihrem Zentrum sind die Augenflecke blauviolett. Die etwa rechteckigen Spiegelflecke sind dunkel glänzend. Auf jeder Flügeldecke befindet sich nahe der Naht vor der Mitte ein großer Spiegelfleck, dahinter ein kleinerer und dahinter ein besonders großer. Außerdem gibt es weitere Spiegelflecke, die meist leicht über das Umgebungsniveau erhaben sind.
Die Unterseite der Vorderbrust ist kahl und nicht wie bei Elaphrus riparius weiß behaart. Die Beine sind mäßig kräftig, die Tarsen alle fünfgliedrig. Bei den Männchen sind nicht vier, sondern nur drei Glieder der Vordertarsen erweitert.  Die Anzahl der borstentragenden Porenpunkte auf den Trochanteren der beiden vorderen Beinpaare ist ebenfalls taxonomisch bedeutend. Bei Elaphrus aureus sitzen auf dem Trochanter des Vorderbeins zwei (in Abb. 4B oben rot nachgezogen), auf den Schenkelringen des mittleren Beinpaars nur ein solcher Punkt (in Abb. 4B unten rot nachgezogen).

## Merkmale der Larve
Die langgestreckte Larve von Elaphrus aureus hat drei gut entwickelte fünfgliedrige Beinpaare, deren Endglied ein Krallenpaar mit sehr kurzen Borsten trägt. Die Larve ist grob siebenmal so lang wie breit. Der Kopf ist rundlich, der erste Brustabschnitt länger als breit. Der Übergang von den Brustabschnitten zwei und drei zu den Hinterleibssegmenten ist fließend. Die beiden hinteren Brustabschnitte und die ersten acht Abdominalabschnitte ähneln sich in der Aufsicht und sind alle breiter als lang. Das neunte und zehnte Hinterleibssegment ist schmal. Das neunte trägt ein Paar längerer schlanker Anhänge (Urogomphi), die ungegliedert und nach außen grob beborstet sind. Sie sind länger als das verdeckte zehnte Hinterleibssegment und überragen den Hinterleib nach hinten weit. Zwischen ihnen wird von oben teilweise das zehnte Hinterleibssegment sichtbar.
Der Kopf ist an der Basis nicht eingeschnürt. Er trägt oben seitlich je drei Punktaugen. Die vorderen Teile des Kopfskeletts sind zu einer Platte, dem sogenannten Nasale, verwachsen. Das Nasale läuft vorn in eine scharfe Spitze aus. Es ist durch eine rudimentäre Naht in Form eines auf dem Kopf stehenden Y gegen die Oberseite des Kopfes abgesetzt. Diese Epicranialnaht erreicht bei Elaphrus aureus etwa ein Viertel der Länge des Grundglieds der Fühler und ist damit extrem kurz. Zwischen den Augen und dem Hinterrand des Kopfes ist die Seite des Kopfes zweimal seicht eingebuchtet, die beiden Einbuchtungen sind etwa gleich stark ausgeprägt, nicht die vordere merklich länger als die hintere. Die Oberkiefer sind kräftig, nach vorn gerichtet und innen mit einem spitzen zahnähnlichem Vorsprung (Retinaculum) versehen. Am Außenrand sitzt etwas vor dem Retinaculum eine große Borste. Innen bildet nahe der Basis eine Gruppe kurzer Borsten eine Art Bürste. Die Basis der Mandibel ist breit und überragt den apikalen Teil des Kiefers nach innen. Die Innenlade des Unterkiefers (Lacinia) ist fast vollständig zurückgebildet. Die Außenlade ist zweigliedrig. Außen daneben entspringt der viergliedrige Maxillartaster. Das erste Glied des Kiefertasters ist im ersten Larvenstadium gleich lang, im zweiten Larvenstadium 0,8-mal so lang und im dritten Larvalstadium nur 0,7-mal so lang wie das zweite Maxillarpalpenglied. Die viergliedrigen Fühler entspringen seitlich vor den Augen und sind nicht länger als die Mandibeln.
Weitere arttypische Merkmale der Larve und Unterschiede zwischen den drei Larvenstadien beziehen sich auf die Lage und Größenverhältnisse verschiedener Poren und Borsten und das Auftreten zusätzlicher Borsten. Sie sind ausführlich bei Goulet beschrieben.

## Biologie
Das typische Biotop des Käfers bilden offene und wenig bewachsene, aber beschattete Böden in Wassernähe, in denen Weiden die vorherrschende Baumart bilden. Die Art besiedelt dort sandigen bis sandig-lehmigen durch Überschwemmungen gebildeten Untergrund. Dieses ehemals häufige Habitat ist durch Flussbegradigungen und der damit verbundenen Umgestaltung der Ufer sowie durch die Ausbreitung landwirtschaftlich genutzter Flächen bis an die Ufer wesentlich zurückgegangen. Die Populationen sind dadurch fragmentiert worden und sind in ihrem Fortbestand bedroht.
Die adulten Tiere sind tagaktive Räuber, die Larven sind nachtaktiv und ernähren sich ebenfalls räuberisch. Die Populationen weisen für Räuber eine relativ große Dichte auf. Bei Untersuchungen in Norddeutschland ergaben sich als Populationsdichten Werte zwischen 2,2 und 5,9 Individuen pro Quadratmeter. Es gibt aber räuberische Käferarten, die im Uferbereich leben und dabei noch höhere Populationsdichten vorweisen.

Bei Untersuchungen des Kropfinhalts wurden am häufigsten Fragmente von Spinnen gefunden, Reste von Regenwürmern, Käfern, Bachkrebsen, Fliegen und Schmetterlingen wurden nur als Ausnahme identifiziert. Es wurden allerdings nur 52 Individuen untersucht, von denen 32 keinen Inhalt oder keinen identifizierbaren Inhalt des Kropfes aufwiesen. Es wird dennoch angenommen, dass die Art zu den Generalisten gehört, da auch die Mundwerkzeuge keine auffallende Spezialisierung für eine bestimmte Gruppe von Beutetieren aufweist.
Bei einer Untersuchung mit 156 Individuen zeigten diese zwar alle voll ausgebildete Hautflügel, jedoch war die Flügelmuskulatur meist nicht oder nur wenig ausgebildet. Die Anzahl der Individuen mit voll ausgebildeten Flügeln lag unter zehn Prozent. Bei Elaphrus cupreus und Elaphrus riparius war dagegen in aller Regel die Flugmuskulatur voll ausgebildet. Durch Wiederfänge individuell markierter Tiere wurde eine Austauschrate zwischen verschiedenen Populationen von lediglich 3,3 % mit einer durchschnittlichen Entfernung von 36,5 m vorwiegend flussabwärts festgestellt. Die Besiedlung neuer geeigneter Habitate ist vermutlich nur möglich, wenn sie unmittelbar an besiedelte Habitate angrenzen, da die Tiere statistisch gesehen im Unterschied zu verwandten Arten kein Flugvermögen aufweisen und in der Literatur auch keine Flugnachweise erwähnt sind.
Die Käfer erscheinen im Frühjahr und erreichen das Aktivitätsmaximum in Norddeutschland örtlich stark schwankend zwischen Mitte Mai und Ende Juni. Ab Mai findet man die ersten Weibchen mit reifen Eiern, ab Mitte Juni waren bei allen untersuchten Weibchen die Eier bereits gereift. Die Zahl der Individuen geht danach drastisch zurück. Ab Juli erscheinen Tiere der neuen Generation, die anfangs an dem helleren Außenskelett erkennbar sind. Die Art entspricht danach dem Typ der frühjahrsbrütenden Laufkäfer. Im Labor wurde die Entwicklungszeit vom Ei bis zur Imago bei zwei Individuen mit 24 beziehungsweise 29 Tagen gemessen, in der Natur wird die Entwicklungszeit auf etwa eineinhalb Monate geschätzt. Diese kurze Entwicklungszeit wird als Anpassung an einen von Hochwasserereignissen geprägten Lebensraum gedeutet.

## Gefährdung und Schutz
Die Art ist einerseits durch das Verschwinden geeigneter Biotope, andererseits durch die geringe Ausbreitungsfähigkeit deutlich gefährdet. Über den Schutz der durch den Käfer besiedelter Lebensräume hinaus wären Wiederbesiedlungsprogramme wünschenswert, bei denen unter wissenschaftlicher Begleitung Tiere an geeignete aber nicht besiedelte  Habitate verbracht werden.

## Verbreitung
Die überwiegend in Mittel- und Osteuropa heimische Art findet man im Westen Europas von Südwestfrankreich bis in den Norden von Mitteleuropa. Im Westen nördlich erstreckt sich ihr Vorkommen bis zu den Niederlanden, Deutschland und  Polen. Der nordwestlichste Rand des Verbreitungsgebietes liegt in Niedersachsen. Im Süden reicht die Verbreitung von Südfrankreich bis zur Dalmatinischen Küste. Die Art fehlt jedoch in Albanien und Griechenland. Das Verbreitungsgebiet reicht weit nach Osten und erreicht dort auch nördlichere Gebiete bis Estland. Aus Belarus fehlen jedoch Nachweise. Am weitesten im Osten ist der Käfer im Kaukasus nachgewiesen, doch ist sein Vorkommen dort isoliert.